# Тед Стівенс
Теодор Фултон «Тед» Стівенс (англ. Theodore Fulton «Ted» Stevens; нар. 18 листопада 1923, Індіанаполіс, Індіана, США — пом. 9 серпня 2010, недалеко від Діллінгема, Аляска, США) — американський політик, сенатор США від штату Аляска з 1968 по 2009 рік. Представник Республіканської партії, голова Сенату (2003–2007).

## Біографія
Народився в 1923 році в Індіанаполісі, штат Індіана. Відвідував Коледж штату Орегон (Oregon State College) та Коледж штату Монтана (Montana State College). У роки Другої світової війни з 1943 по 1946 рік служив пілотом на Китайсько-бірмансько-індійському театрі військових дій. Нагороджений кількома медалями.
Отримав ступінь бакалавра політології в Каліфорнійському університеті в Лос-Анджелесі в 1947 році.
У 1950 році отримав ступінь юриста в Школі права Гарварду.
Почав працювати юристом в Каліфорнії в 1950 році, потім у Федеральному окрузі Колумбія з 1951 року.
На початку 1950-х переїхав на Аляску, в місто Фербенкс, де продовжив займатися юридичною діяльністю. У 1953 році був призначений прокурором у Фербенксі. Після трьох років роботи його перевели до Вашингтона, де він працював у Департаменті внутрішніх справ як радник з юридичних питань (з 1956 року), помічник міністра внутрішніх справ Фреда Сітона (з 1958 року), головний консультант (призначений Президентом США Ейзенхауером в 1960 році).
У 1961 році повернувся на Аляску і продовжив займатися юридичною діяльністю в Анкориджі.
У 1964 році був обраний до Палати представників штату Аляска. Переобраний в 1966 році. У Палаті представників займав посади спікера і лідера більшості.
Після смерті сенатора США Боба Бартлетта тодішній губернатор Аляски Волтер Хікель 24 грудня 1968 призначив Стівенса сенатором від Республіканської партії. На спеціальних виборах 3 листопада 1970 Стівенс був обраний Сенатором на термін, що залишився у Бартлетта (до 3 січня 1973 року). Пізніше він був переобраний в 1972, 1978, 1984, 1990, 1996 і 2002 роках.
Останній термін сенатора Стівенса минув 3 січня 2009 року.
9 серпня 2010 Стівенс потрапив в авіакатастрофу. Наступного дня сім'я політика офіційно оголосила про його смерть.